# Ethniki Odos 44
Die Ethniki Odos 44 (griechisch Εθνική Οδός 44 ‚Nationalstraße 44‘) ist eine Straßenverbindung in Griechenland. Sie verläuft größtenteils auf der Insel Euböa (Εύβοια).

## Verlauf
Die Straße beginnt in Thiva (dem antiken Theben; Θήβα) nahe der Straße Ethniki Odos 3, kreuzt die Autobahn Aftokinitodromos 1 (Europastraße 75) und führt nach Chalkida (Χαλκίδα), wo sie die schmale Meerenge zwischen dem Festland und der Insel Euböa auf der Evripos-Brücke (seit 1992 dazu die neue, wesentlich längere Evripos-Brücke; Endabschnitt der Autobahn Aftokinitodromos 11) quert. In Chalkida zweigt die Ethniki Odos 77 in den Norden der Insel ab. Von Chalkida folgt die Straße dem Südufer der Insel über Vassiliko, Eretria (Fähre zum Festland) und Amarynthos nach Aliveri (Αλιβέρι), wo sie die Küste verlässt und sich über Krieza nach Osten fortsetzt. Sie wendet sich nach Südosten und verläuft zunächst in einigem Abstand parallel zur Küste an Zarakes vorbei und über den Inselrücken zwischen West- und Ostküste nach Styra (Abzweig zum Fährhafen Nea Styra). Südlich von Styra nimmt sie eine Richtung nach Südosten und erreicht schließlich Karystos.